# リスタート:ランウェイ〜エピソード・ゼロ
『リスタート:ランウェイ〜エピソード・ゼロ』は、2019年公開の日本映画。
仮面女子・猪狩ともか主演のヒューマンドラマ。

## あらすじ
三年前の交通事故が原因で車椅子生活を送っているヒナタ（猪狩ともか）は、ある日祖母の家の納屋でスポーツカーを見つける。レーサーになることを夢見ながら怪我のために諦めていたヒナタは、そのスポーツカーを手だけで運転出来るように改造し、夢に向かって走り出す。

## 出演
- ヒナタ - 猪狩ともか
- 茅野 - 忍成修吾
- ヒナタの母 - 手塚理美
- 神栖 - 大澄賢也
- ヒナタの姉・イツミ - 桜のどか
- ヒナタの妹・ナナ - 涼邑芹
- アン - 楠木まゆ
- スミレ - 木下友里
- ヒナタの祖母 - 馬戸場礼子
- 渡辺 - 青木拓磨
- メミ - 日置有紀

## スタッフ
- 監督：帆根川廣
- 脚本：帆根川廣
- プロデューサー：設楽盛也
- 題字：星野富弘
- ビューティーディレクション：原田忠
- スーパーバイザー：古賀俊輔
- 監督補：岩渕崇
- 撮影：平野晋吾
- 録音：安光雪江
- 編集：帆根川廣
- ヘアメイク：石塚由香、門馬宏一、松井怜、恩田希、丸谷美樹
- 衣装：大石真未
- レーシングシーン監修：青木拓磨
- エンディングテーマ曲：SUPERCAR「PLANET」（株式会社ソニー・ミュージックレーベルズ）
- 挿入曲：WOMAN「breaking dawn」（FLAKE SOUNDS）
- 特別協賛：イオンリテール株式会社、株式会社資生堂
- 制作プロダクション：株式会社スタジオステパノ
- 企画・制作：バリアフリー・フィルム・パートナーズ